# Julius Kaftan
Julius Wilhelm Martin Kaftan (Loit, 30 settembre 1848 – Steglitz, 27 agosto 1926) è stato un teologo tedesco.

## Biografia
Studiò teologia presso le università di Erlangen, Berlino e Kiel. Nel 1874 divenne professore associato presso l'Università di Basilea, dove nel 1881 fu nominato professore ordinario di dogmatica e di etica. Nel 1883 ritornò a Berlino come successore di Isaak August Dorner. Nel 1906/07 divenne rettore universitario.
Dal 1904 al 1925 fu membro dell'Oberkirchenrats, della Chiesa di stato prussiana e dal 1921 servì come vicepresidente spirituale. In questa sua capacità, fu coinvolto nella costruzione della chiesa della Vecchia Unione Prussiana (1922) e fu presidente del comitato sociale della Federazione Tedesca delle Chiese Protestanti.
All'inizio della sua carriera fu influenzato dagli insegnamenti di Kant e Schleiermacher. Più tardi, diventò un amatore di Albrecht Ritschl.

## Opere
- Die Predigt des Evangeliums im modernen Geistesleben (1879).
- Das Wesen der christlichen Religion (1881).
- Das Christentum und Nietzsches herrenmoral (1897).
- Jesus und Paulus; eine freundschaftliche Streitschrift gegen die Religionsgeschichtlichen Volkbücker von D. Bousset und D. Wrede (1906).
- Philosophie des Protestantismus (1917).[3]